# Наумовка (Хабаровский край)
Нау́мовка — село в Хабаровском районе Хабаровского края. Административный центр Наумовского сельского поселения.

## География
Село Наумовка расположено в отдалённой, левобережной части Хабаровского района. Стоит на правом берегу реки Урми, примерно в 25 км ниже пос. Кукан.
Река Урми, сливаясь с рекой Кур, даёт начало Тунгуске, левому притоку Амура.
Примерно в 15 км ниже Наумовки на правом берегу Урми стоит село Томское.

## Население
| 1992 | 2002 | 2010 | 2011 | 2012 | 2021 |
| ---- | ---- | ---- | ---- | ---- | ---- |
| 207  | ↘118 | ↘75  | →75  | ↘72  | ↘65  |

## Транспорт
По правому берегу Урми между населёнными пунктами Догордон, Кукан, Наумовка и Томское проложена грунтовая автодорога.
В зимнее время можно доехать через пос. Кукан или через Томское по зимнику до Биробиджана Еврейской автономной области, расстояние около 100 км.

## Инфраструктура
- Жители занимаются сельским хозяйством.
- Окрестности села Наумовка славятся охотой и рыбалкой.